# 田力普
田力普（1953年10月—），籍贯山東肥城，生于河北安国，中华人民共和国政治人物，任中华人民共和国国家知识产权局局长。

## 生平
1953年出生河北省安国，1972年5月加入中国共产党。1981年5月进入中国专利局工作。2001年3月被任命为国家知识产权局副局长。2005年6月被任命为国家知识产权局局长。2007年10月在中国共产党的十七大上当选为中纪委委员。

## 工作经历
- 中国专利局复审委员会副主任
- 中国专利局电学审查部副部长
- 中国专利局自动化部副部长
- 中国专利局自动化部部长
- 国家知识产权局副局长
- 国家知识产权局局长

## 评价
英国《知识产权管理》杂志刊出其评比的《2009年全球知识产权界50位最具影响人物名录》。中国国家知识产权局局长田力普第四次入选，其评价为：世界上没有无可挑剔的专利局，但中国国家知识产权局在应对工作量剧增方面展现出的效率和能力却获得了外界的一致好评。